# Le Voyage de la veuve
Le Voyage de la veuve est un téléfilm réalisé par Philippe Laïk et diffusé sur France 2 en décembre 2008. Le film est tiré d'une affaire criminelle authentique.

## Synopsis
Au printemps 1918, pendant la bataille de la Somme, escortée par le bourreau Anatole Deibler et des soldats, une guillotine française (« la veuve ») traverse les lignes du front pour aller exécuter Émile Ferfaille, condamné à mort pour meurtre en Belgique. 

## Fiche technique
- Titre : Le Voyage de la veuve
- Réalisation : Philippe Laïk
- Scénario : Philippe Laïk et Jean Samouillan
- Photographie : Jean-Claude Aumont
- Décors : Piotr Styczen
- Date de diffusion : France 2 - 9 décembre 2008

## Distribution
Dans l'ordre du générique :
- Jean-Michel Dupuis : Anatole Deibler
- Gérald Laroche : lieutenant Vinel
- Bernard Blancan . caporal Joseph Thabar
- Anne Coesens : Nanon
- Hubert Koundé : sergent Léopold Nador
- Aubert Fenoy : Jules Pasquier
- Thomas Rouer : Blaise
- David Daouda : un tirailleur sénégalais

## Autour du film
Si l'histoire du voyage est romancée, l'argument et les personnages principaux en sont réels. Elle est également racontée dans le roman de François Sureau, L'Obéissance.
Le film s'achève sur des cartons indiquant ce que sont devenus Deibler, Vinel, Thabar, Nanon, Nabor et Pasquier.

## Critique
Véronique Cauhaupé conclut ainsi sa critique :
Au début du film, il y a une maquette de la bataille avec le drapeau canadien qui a été accepté par le gouvernement Canadien en 1965. C'est sous L'Union Jack que les Canadiens sont allés à la guerre.